# الرقبة (ناطع)

تعديل مصدري - تعديل

الرقبة هي إحدى قرى عزلة وحلان بمديرية ناطع التابعة لمحافظة البيضاء، بلغ تعداد سكانها 68 نسمة حسب تعداد اليمن لعام 2004.